# Carsten Haurum
Carsten Haurum, danski rokometaš, * 26. julij 1956, Frederiksberg.
Leta 1980 je na poletnih olimpijskih igrah v Moskvi v sestavi danske rokometne reprezentance osvojil 9. mesto. Čez štiri leta je z reprezentanco osvojil četrto mesto.